# Live in Japan (album de John Coltrane)
Pour les articles homonymes, voir Live in Japan.
Live in Japan est un album jazz enregistré en public en 1966 (4cd) de John Coltrane sorti en 1973.

## Réception
Pour Pascal Bussy il s'agit de « quatre CD impossibles à écouter d'une traite tant la violence qui s'en dégage est forte. John Coltrane et Pharoah Sanders deviennent des samouraïs, leur jazz se mue en hard metal, le temps s'étire : My Favorite Things dure 57 minutes ! » Près d'une heure pour l'interprétation ultime de My Favorite Things, comme un puzzle méconnaissable au début, démonté puis remonté, désordonné et désarticulé, il s'agit là du chef-d'œuvre de Coltrane.

## Titres
CD 1
| No | Titre          | Musique          | Durée |
| -- | -------------- | ---------------- | ----- |
| 1. | Afro Blue      | Mongo Santamaría | 38:49 |
| 2. | Peace on Earth | John Coltrane    | 26:25 |

CD 2
| No | Titre    | Musique       | Durée |
| -- | -------- | ------------- | ----- |
| 1. | Crescent | John Coltrane | 54:33 |

CD 3
| No | Titre          | Musique       | Durée |
| -- | -------------- | ------------- | ----- |
| 1. | Peace on Earth | John Coltrane | 25:05 |
| 2. | Leo            | John Coltrane | 44:49 |

CD 4
| No | Titre              | Musique                                | Durée |
| -- | ------------------ | -------------------------------------- | ----- |
| 1. | My Favorite Things | Richard Rodgers / Oscar Hammerstein II | 57:19 |

## Musiciens
- John Coltrane : saxophone soprano, saxophone alto, saxophone ténor, clarinette basse, percussions
- Alice Coltrane : piano
- Pharoah Sanders : saxophone alto, saxophone ténor, clarinette basse, percussions
- Jimmy Garrison : basse
- Rashied Ali : batterie

## Enregistrement
- Disques 1 et 2 : Tokyo Kōsei Nenkin Kaikan, le 11 juillet 1966
- Disques 3 et 4 : Sankei Hall (en), Ōtemachi, Tokyo, le 22 juillet 1966